# Nikolaj Peters
Nikolaj Peters (geboren 10. Juni 1766 in Friedrichstadt; gestorben 10. Januar 1825 in Flensburg) war ein dänischer Tier- und Stillleben-Maler sowie Radierer. Er war Sohn und Schüler des in Friedrichstadt tätigen dänischen Tierstillleben-Malers Hermann Peters (1742–1805).
Seine ersten Werke schuf Peters in Friedrichstadt, bevor er 1791 in Kopenhagen wirkte und ab 1810 in Flensburg, wo er 1825 im Alter von 58 Lebensjahren starb.

## Werke (Auswahl)
- Zeichnungen Peters finden sich im Kopenhagener Kupferstichkabinett.[1]

Buchwerk:
- als Nicolaes Peters: Allerhand aus der linken Tasche eines Malers. Von einem Freunde der Wahrheit, Schleswig (Altona), 1794